# Kühlung (Verbrennungsmotor)
Das Kühlsystem in einem Verbrennungsmotor führt hauptsächlich die Wärme ab, die vom heißen Gas an die Wände von Brennraum und Zylinder abgegeben wird, da der Kreisprozess nicht ideal verläuft. Im Vergleich zu Elektromotoren ist der Wirkungsgrad des Verbrennungsmotors gering und erfordert eine entsprechend hohe Kühlleistung, da zu hohe Temperaturen den Motor beschädigen können, z. B. durch Abreißen des Schmierfilms (Kolbenfresser) oder durch das Verbrennen der Ventile. Bei Stirlingmotoren wird die abzuführende Prozesswärme über die Kühlung abgegeben.
Als primäres Kühlsystem werden Luft- und Wasserkühlung verwendet. Mit einem Ölkühler wird zusätzlich oft – meistens bei Luftkühlung – über das Schmiermittel gekühlt.

## Luftkühlung

Luftführung beim VW Käfer
(blau: Kaltluft, rot: Warmluft)

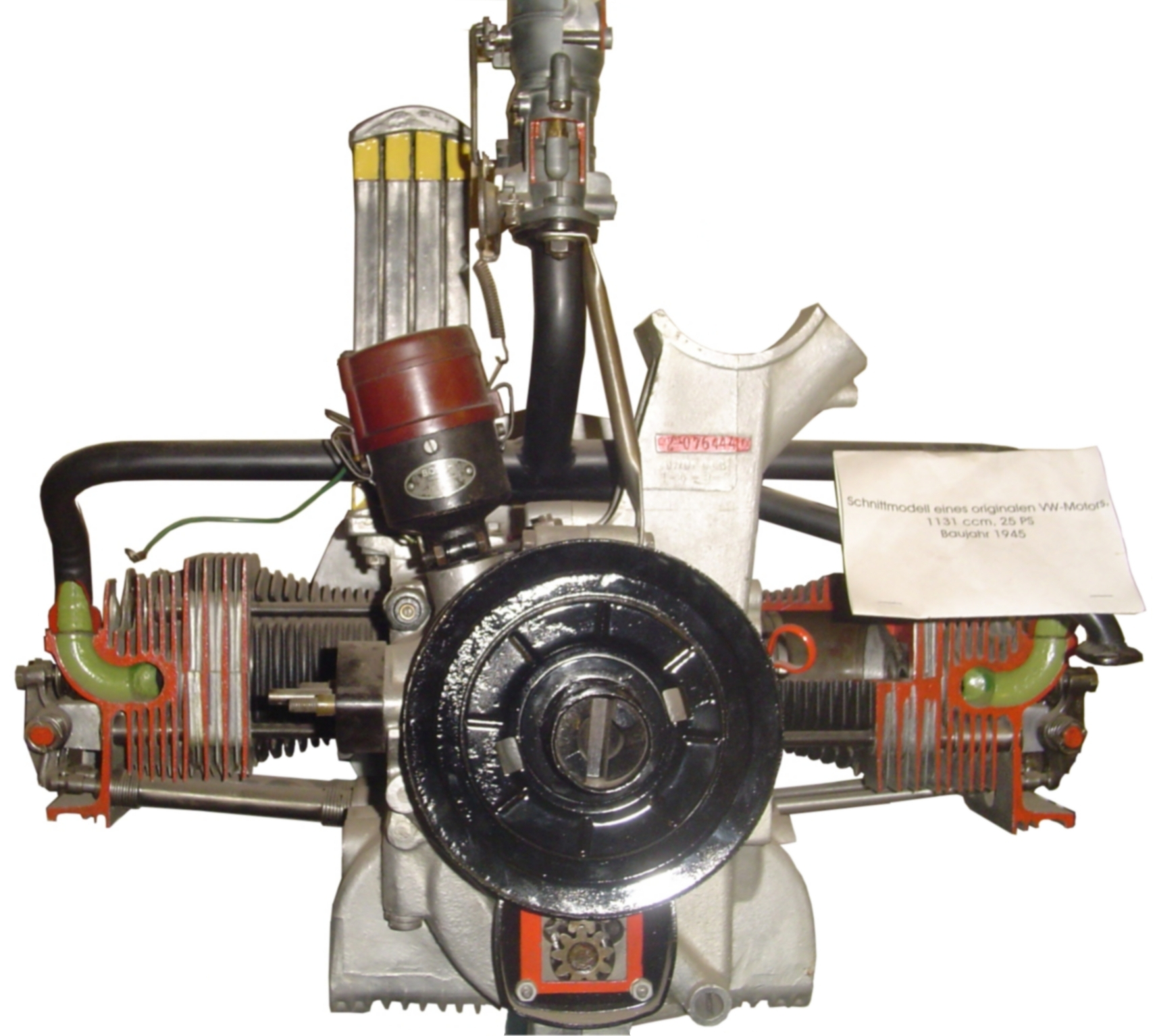
Luftgekühlter Motor, aufgeschnitten

Kennzeichnend sind die metallenen Lamellen um den Zylinder und den Zylinderkopf. Die im Verhältnis zur Luft deutlich größere Wärmeleitfähigkeit führt die Wärme ab, während die großen Oberflächen den Übergang zur umgebenden Luft begünstigen.

### Verwendung
Gleichwohl die ersten Automobile mit Verbrennungsmotor flüssigkeitsgekühlt waren, etablierten sich eine Zeit lang alternativ dazu auch Kraftfahrzeuge mit Luftkühlung. Eine dominierende Rolle nahm die Luftkühlung bei Automobilen jedoch zu keinem Zeitpunkt ein. Die letzten neu entwickelten Pkw mit luftgekühlten Motoren wurden um 1970 herausgebracht, lediglich Porsche setzte die Weiterentwicklung derartiger Pkw noch eine Zeit lang fort. Gegenwärtig wird Luftkühlung nur noch bei einigen Motorrädern angewendet. Hersteller wie Harley-Davidson, Buell, Ducati, Moto Guzzi oder BMW haben oder hatten zahlreiche Modelle mit Luftkühlung im Programm, allerdings sind im Zuge der Euro-4-Abgasnorm viele Hersteller zur Wasserkühlung übergegangen.
Personenkraftwagen mit Luftkühlung waren grundsätzlich mit einem Gebläse ausgestattet. Derartige Fahrzeuge wurden zuletzt noch in Gestalt des Porsche 911 mit 6-Zylinder-Boxermotor (bis 1998) und Tatra 700 mit 8-Zylinder-V-Motor (bis 1999) hergestellt. Weitere historische PKW mit luftgekühltem Motor sind unter anderem Tatra 77 und VW Käfer, sowie Citroën 2CV („Ente“), Trabant (außer Typ 1.1), Citroën GS und Honda 1300, wobei Letzterer das Konzept eines luftgekühlten Fronttrieblers mit doppelwandigen Zylindern und einer Literleistung von 74 PS/l auf die Spitze trieb. 
Ein bekannter luftgekühlter Kleintransporter war der VW-Bus (VW T1/T2, im VW T3 bis 1982). Auch einige LKW wurden in der Vergangenheit mit luftgekühlten (Diesel-)Motoren ausgestattet, darunter Magirus-Deutz und Faun (mit Deutz-Motoren). Robur stellte luftgekühlte Lastwagen sowohl mit Diesel- als auch Ottomotor her. Tatra produziert Lkw mit luftgekühlten Motoren auf Kundenwunsch bis heute für extreme Einsatzgebiete.
Verbreitet ist die Luftkühlung gegenwärtig noch bei Stationär- und Industriemotoren, in Propellerflugzeugen und in RC-Cars mit Verbrennungsmotor sowie bei Kleinmotoren von Rasenmähern oder Motorsägen. Diese Motoren kommen häufig, wie auch einige Motorradmotoren, ohne Gebläse aus.

### Vorteile
- Einfache und preiswerte Bauweise durch geringe Anzahl beteiligter Komponenten
- Schnelles Erreichen der Betriebstemperatur (bei Vorhandensein entsprechender Regulierungsvorrichtungen)
- Klimatisch unabhängig: Kein Einfrieren von Kühlflüssigkeit bei tiefen Außentemperaturen, kein Wasserbedarf in heißen und/oder wasserarmen Regionen
- Zuverlässiger Betrieb, weitgehend wartungsfrei
- Bei Militärflugzeugen geringere Beschussempfindlichkeit
- geringes Gewicht bei Verwendung kurzer Kühlrippen (z. B. Honda 1300)

### Nachteile
- Große Geräuschemissionen aufgrund des fehlenden geräuschdämmenden Wassermantels. Eine Lösung des Problems erzielte Honda mit dem 1300 mit doppelwandigen Zylindern. Bei Sportwagen kann die Geräuschentwicklung auch ein gewünschter Effekt sein.
- Wärmeübergangskoeffizient zwischen Luft und einem Festkörper ist um etwa Faktor 50 bis 100 niedriger als der Wärmeübergangskoeffizient zwischen Wasser und einem Festkörper. Daher starke Verrippung der Zylinderoberfläche und ggf. ein kräftiges Gebläse notwendig. Auch dieser Nachteil wurde beim Honda 1300 vermieden.
- Verteilung der Kühlluft nicht optimal möglich, Motorleistung dadurch begrenzt. Kühlgebläse, sofern vorhanden, arbeitet daher mit recht hohem Leistungsaufwand (bis zu 8 % der Motorleistung), der größer als der einer Wasserpumpe ist
- Erfassung der Motortemperatur ohne zusätzliche Sensoren schlecht möglich, dadurch Gefahr unbemerkter Überhitzung des Motors
- Größere Schwankungen der Betriebstemperatur abhängig von der Außentemperatur
- Größere Kolbenspiele erforderlich und somit anfälliger für Kolbenkippen
- Begrenzt wirksame und ungleichmäßige Beheizung der Fahrgastzelle
- Weitere Nachteile des luftgekühlten Viertaktmotors: Ggf. zusätzlicher Ölkühler mit Thermostat erforderlich; Bauteile wie Kanäle, Ventile (Ventilwinkel), Zündkerzen und Einspritzdüsen können konstruktiv nicht beliebig so angeordnet werden, wie es ein optimales innermotorisches Abgasverhalten erfordern würde, wodurch die Einhaltung von modernen Abgasvorschriften erschwert wird. Ebenso können thermisch hoch belastete Zonen wie der Bereich zwischen den Auslassventilsitzen und Zündkerzen bei mehrventiligen Anordnungen mit Flüssigkeitskühlung besser beherrscht werden, was ein höheres Verdichtungsverhältnis ohne Klopfgefahr zugunsten der Abgas- und Verbrauchswerte erlaubt. Luftgekühlte Zweitaktmotoren sind jedoch keine Alternative, da diese aus anderen Gründen ein schlechtes Abgasverhalten zeigen.

### Bauteile

#### Kühlgebläse
Viele Motorradmotoren kommen ohne Gebläse aus (Fahrtwindkühlung). In anderen Anwendungsgebieten beschleunigt ein Kühlgebläse den Wärmeaustausch. Verbreitet sind Kühlgebläse bei stationären Motoren, zum Beispiel in Strom- oder Druckluftaggregaten, bei Fahrzeugen mit geringer Geschwindigkeit oder anderen thermisch hoch belasteten Motoren. Das Lüfterrad sitzt meist direkt auf der Kurbelwelle. Wenn es über einen Keilriemen angetrieben wird, fällt die Kühlung unmittelbar aus, wenn dieser reißt, muss der Betrieb des Motors sofort unterbrochen werden.

#### Kühlluftführung
Die Luft wird – meist mittels Leitblechen – direkt auf Zylinder und Zylinderköpfe gelenkt. Diese haben Kühlrippen, um die wärmeabgebende Oberfläche zu vergrößern.

#### Kühlluftregulierung
Um auch bei niedriger Außentemperatur rasch die Betriebstemperatur zu erreichen, haben einige luftgekühlte Motoren thermostatgesteuerte Klappen, beispielsweise die entsprechenden Volkswagen-Motoren.

#### Ölkühler
Bei vielen Typen wird zusätzlich das Motoröl gekühlt. Bei älteren Deutz-Motoren wird es durch ein spiralförmiges Rohrleitungssystem im „Windkanal“ des Kühlgebläses gepumpt.

### Galerie

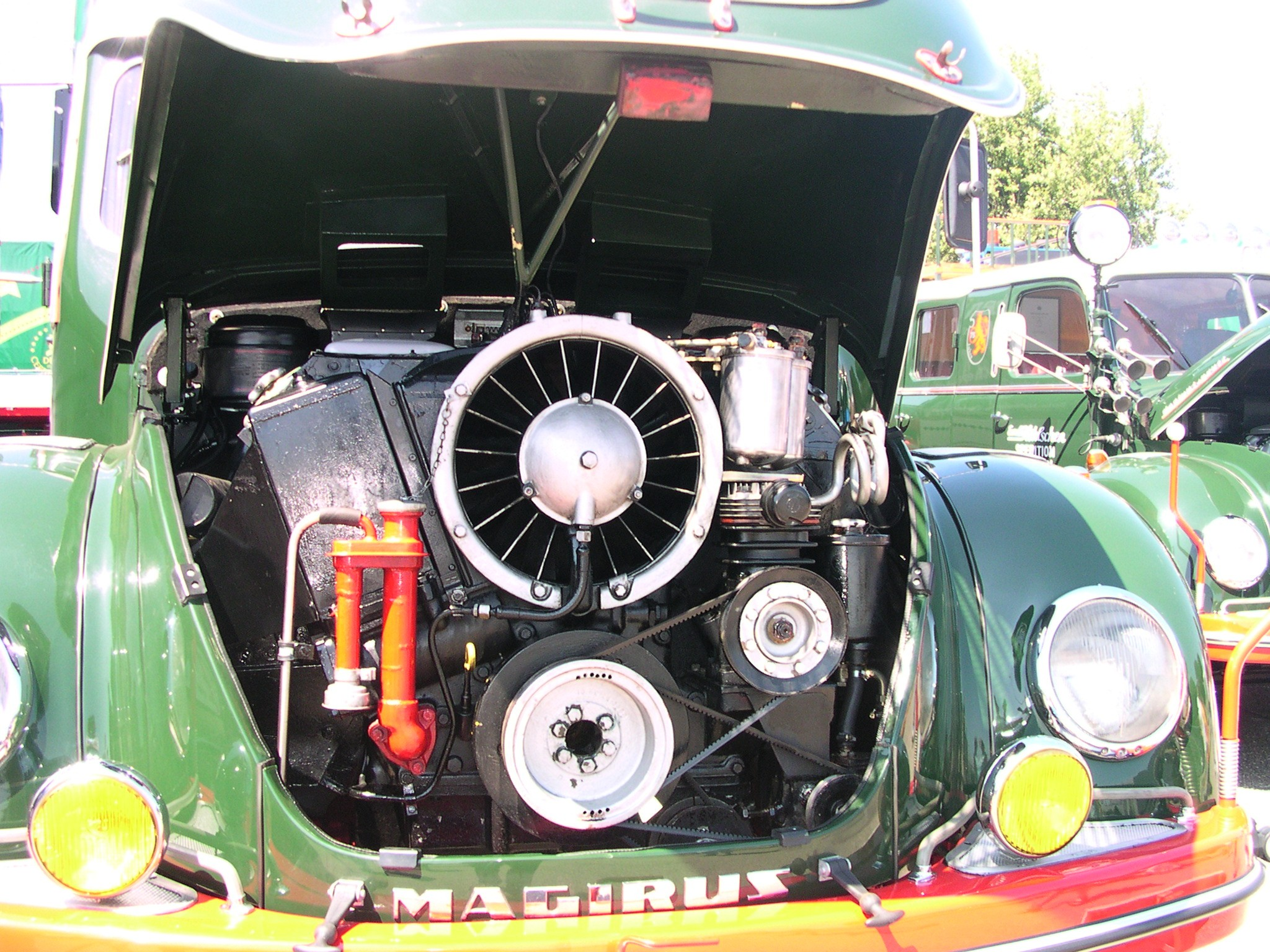
Luftgekühlter Motor unter der „Alligatorhaube“ eines Magirus-Deutz Rundhaubers
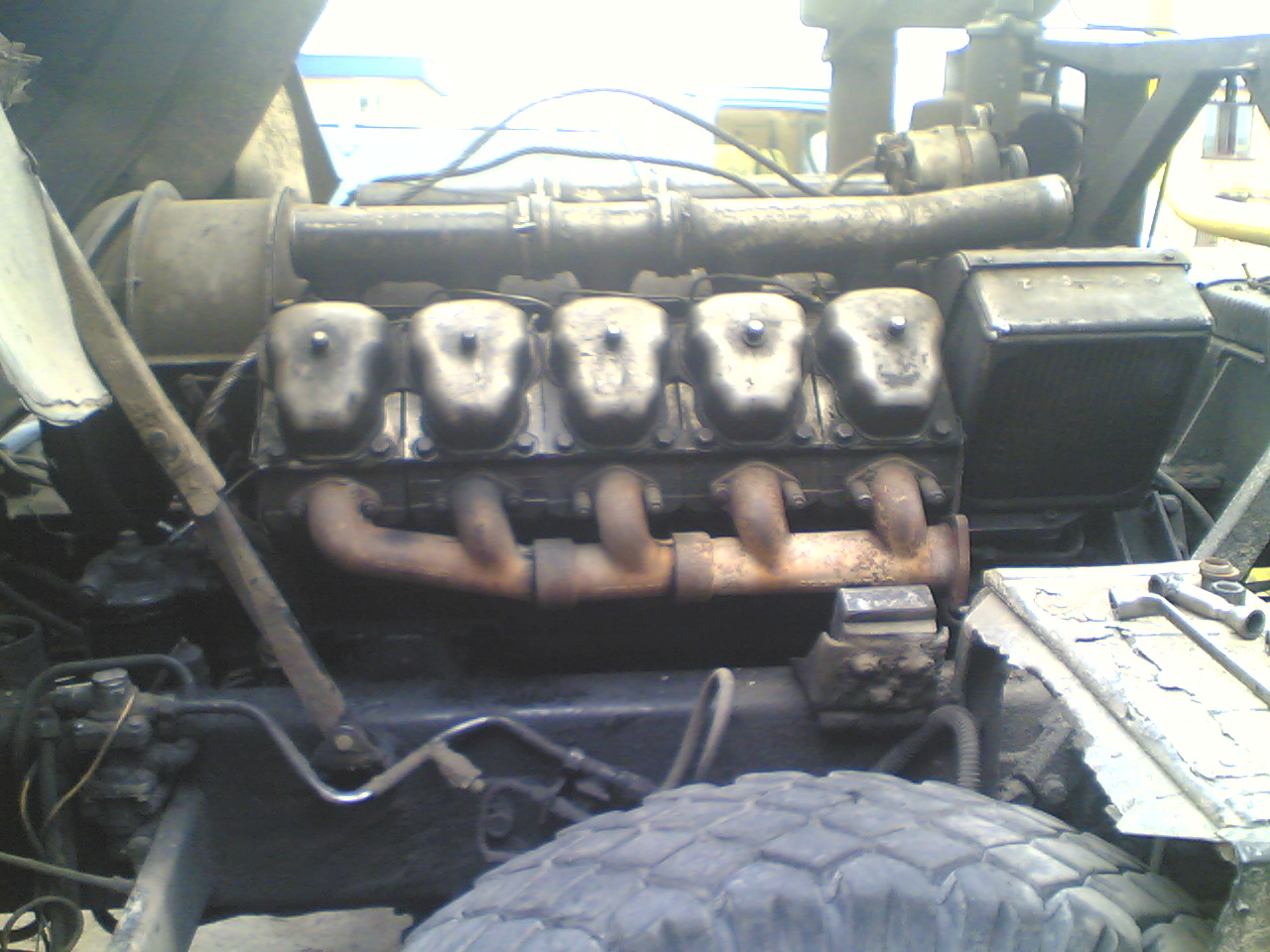
Luftgekühlter V10-Motor des Tatra 815
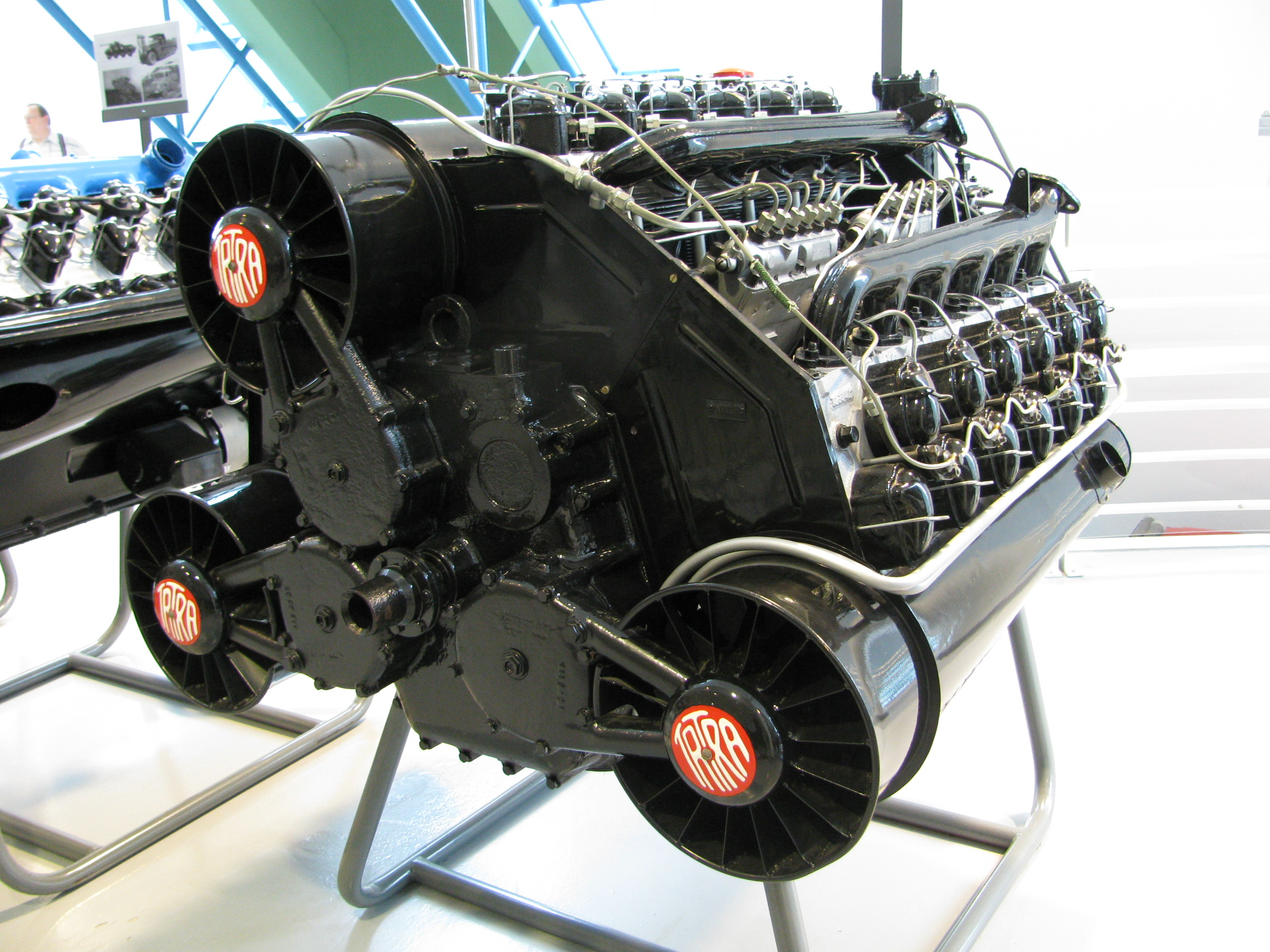
Prototyp eines luftgekühlten W18-Motors von Tatra (1943)
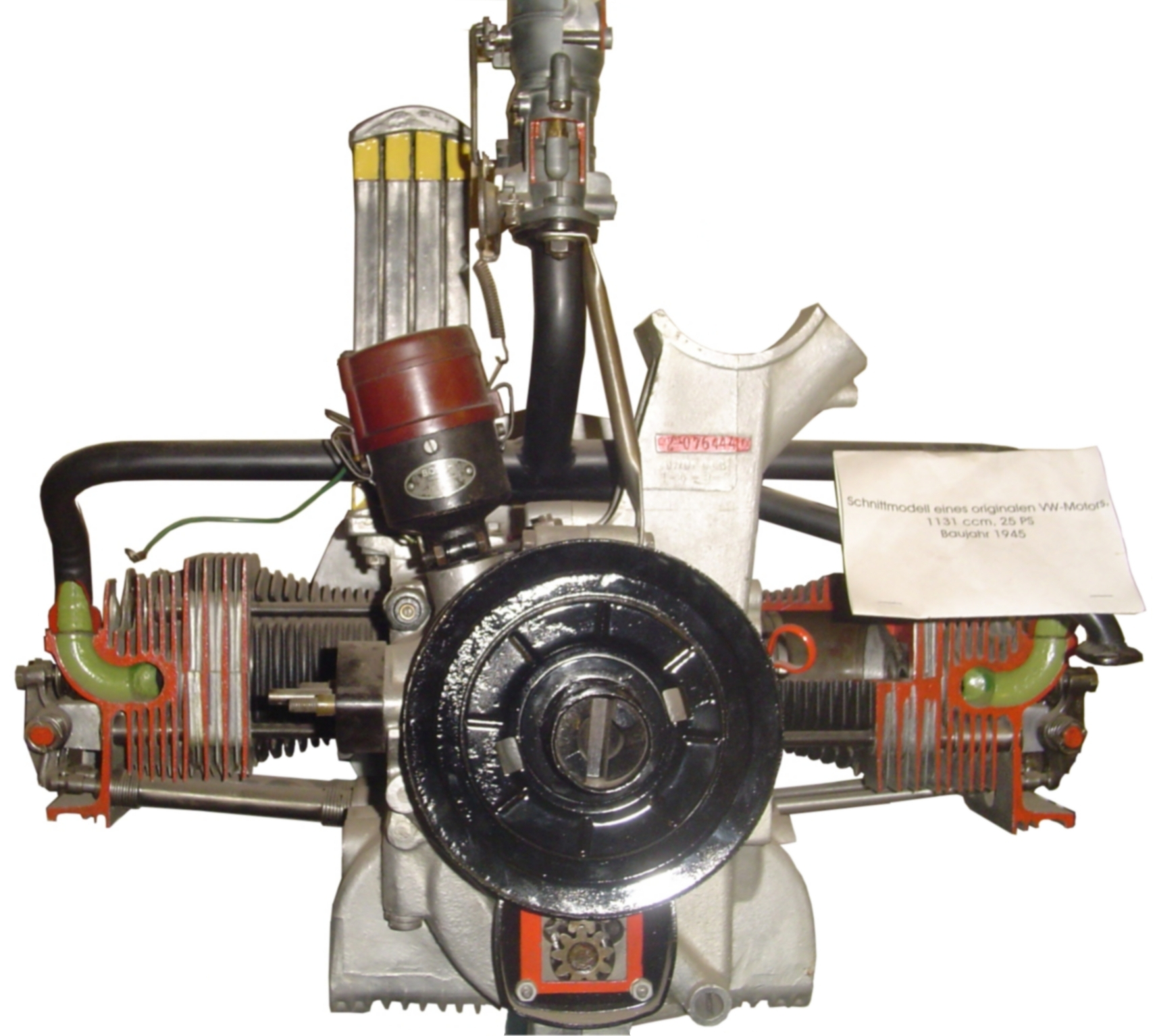
Luftgekühlter Motor von VW im Querschnitt
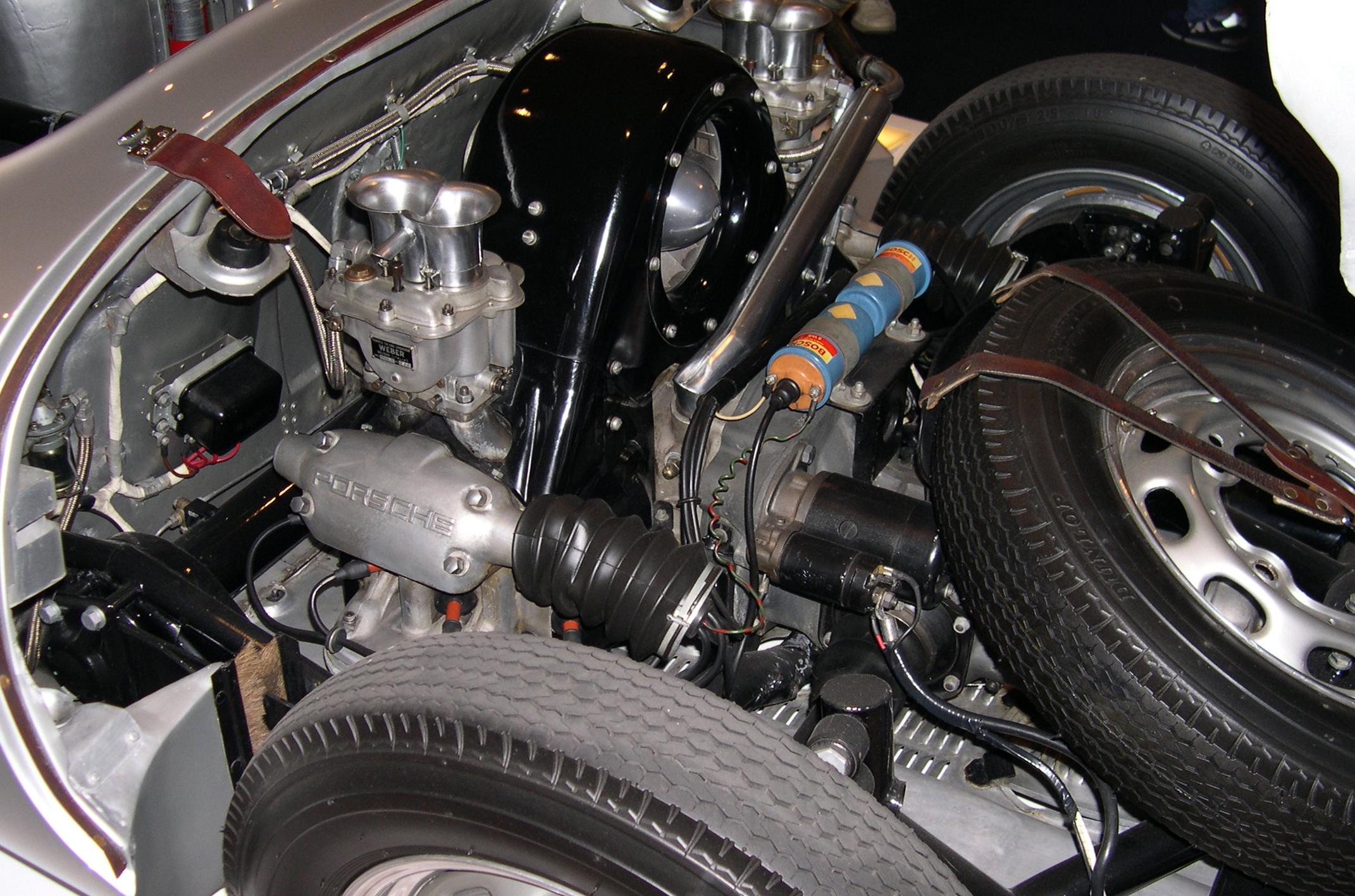
Luftgekühlter Porsche-Motor im Typ 550 Spyder
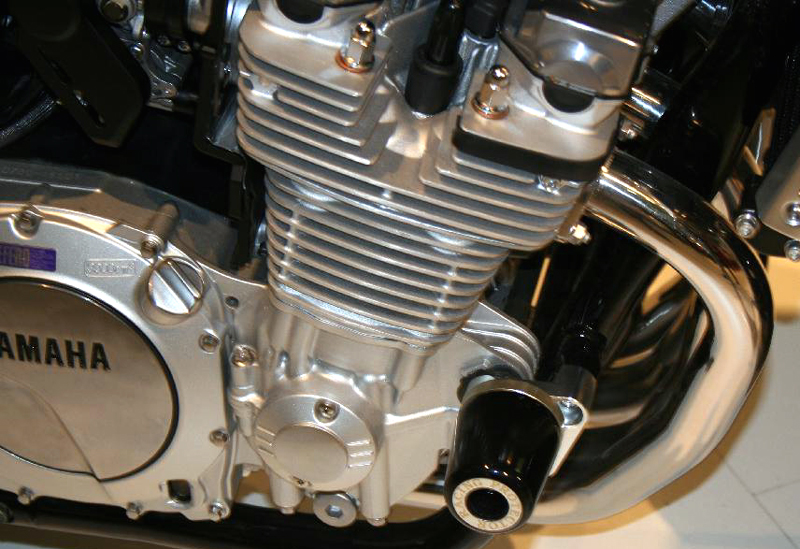
Luftgekühlter Vierzylinder-Reihenmotor einer Yamaha XJR 1300
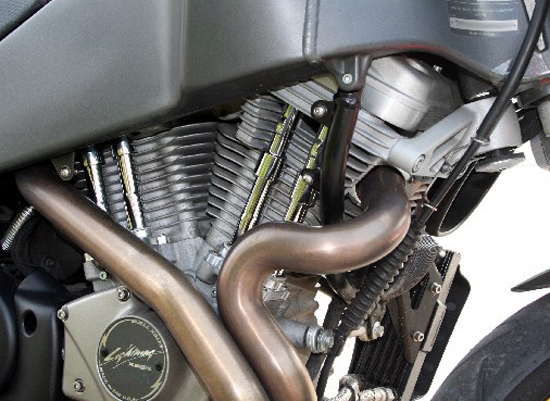
Luftgekühlter V2-Motor eines Buell XB-Modells
Stark verrippter Zylinderkopf eines fahrwindgekühlten Kleinkraftrads, hier: NSU Quickly

## Flüssigkeitskühlung

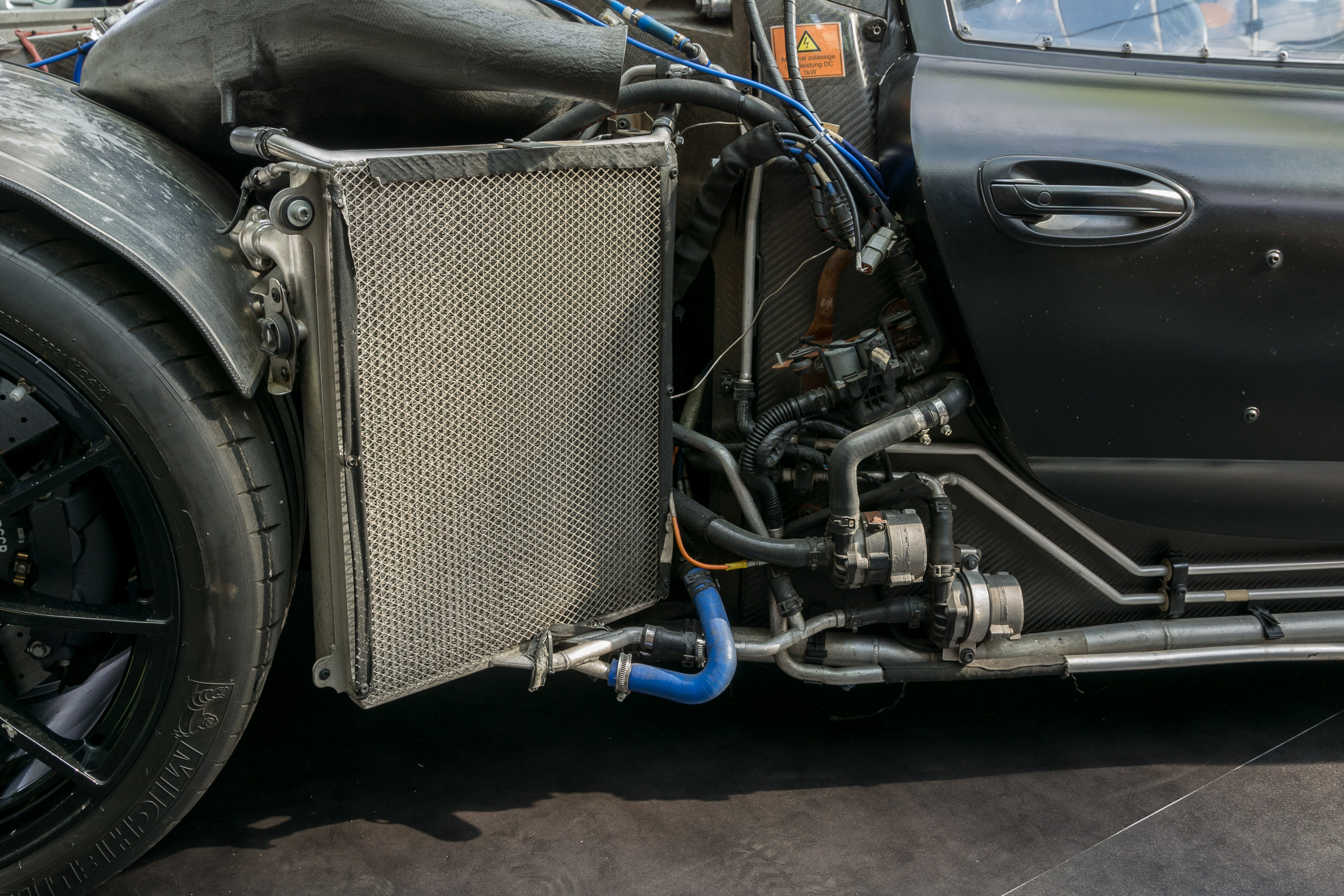
Verschiedene Komponenten einer Flüssigkeitskühlung: Wärmeübertrager, elektrische Kühlmittelpumpen, Abschaltventil, Schläuche, Leitungen

Durchlaufkühlsystem eines Schiffsdieselmotors: 1. Einlassöffnung 2. Filter 3. Pumpe 4. Schiffsdieselmotor 5. Kupplung 6. Auslass

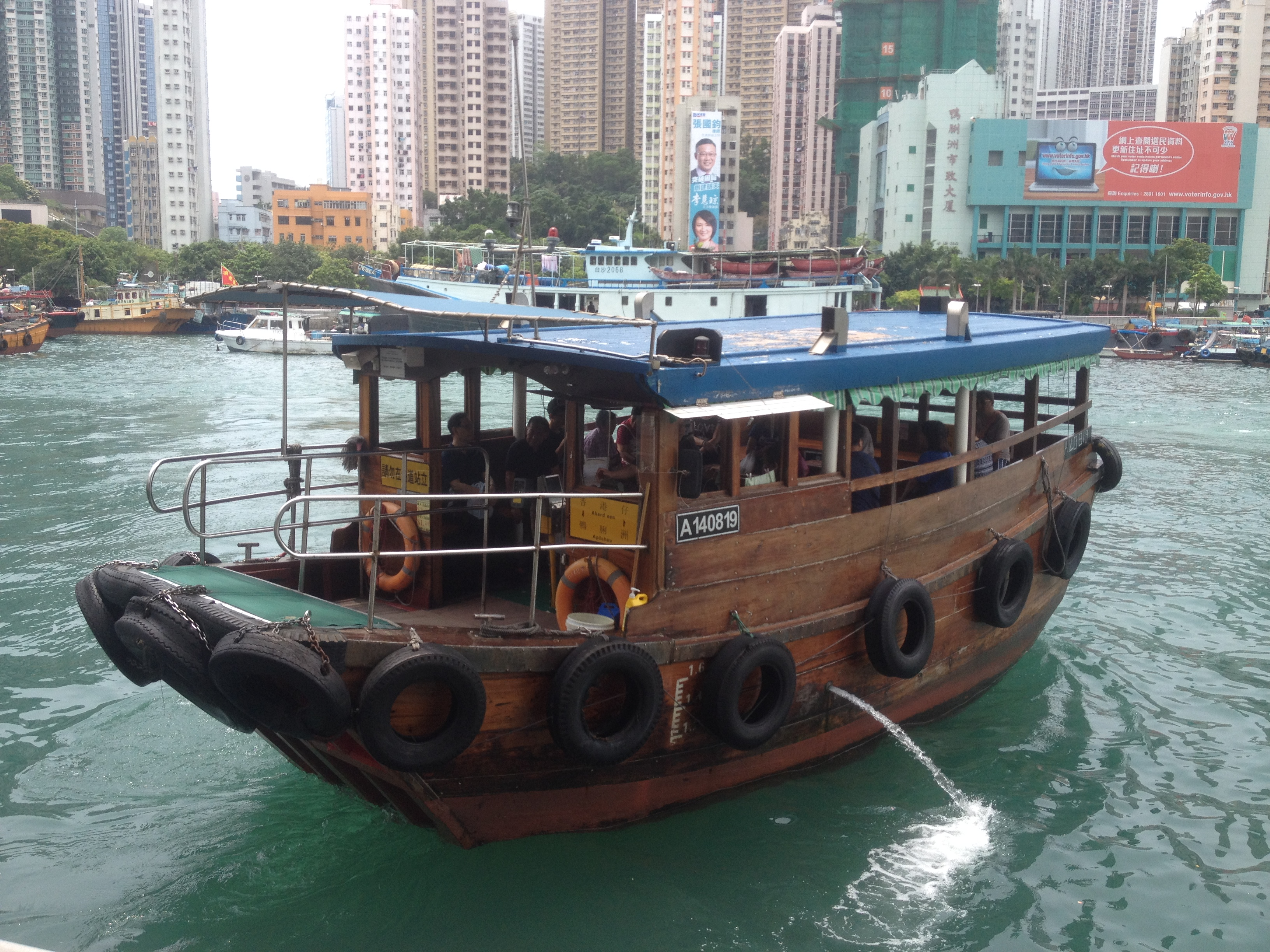
Kühlung eines Bootsmotors mit Seewasser

Heutige Viertaktmotoren werden bis auf wenige Ausnahmen flüssigkeitsgekühlt, wobei in der Regel ein Gemisch aus Wasser und einem Frost- und Korrosionsschutzmittel als Kühlflüssigkeit dient. Daher hat sich im allgemeinen Sprachgebrauch der Begriff Wasserkühlung durchgesetzt.

### Vorteile
- Wasser hat einen gleichmäßigen Wärmetransport und kann eine große Wärmemenge abführen. Der Kühlkreislauf wird mit geringem Überdruck betrieben, damit Kühlmitteltemperaturen bis etwa 115 °C möglich sind und Kavitation an Zylinderwänden verhindert wird. Das System wird dabei durch ein Überdruckventil geschützt.
- Die Flüssigkeitskühlung hält den Temperaturunterschied einzelner Motorteile und damit den möglichen Verzug gering. Das wiederum erlaubt es, die Leistungsdichte von Verbrennungsmotoren zu erhöhen.
- Für die Flüssigkeitskühlung wird weniger Leistung als für die Kühlgebläse der Luftkühlung benötigt.
- Die Heizung bei Fahrzeugen mit geschlossener Fahrgastzelle ist einfach durch einen Heizungswärmeübertrager möglich.
- Der Wassermantel wirkt geräuschdämmend.

### Nachteile
- Der Motorblock und damit die notwendigen Gussformen sind aufwändiger herzustellen.
- Aufwändige und damit störanfälligere Bauweise: Kühler und Kühlmittelpumpe unterliegen Verschleiß, Kühlmittel muss regelmäßig ersetzt werden (kann vor allem in tropischen Gebieten ein Problem sein).
- Der Motor erreicht seine Betriebstemperatur nur langsam, vor allem bei der Thermosiphonkühlung.
- Höherer Systempreis, da mehr Komponenten als bei der Luftkühlung nötig sind.
- Geringere Zuverlässigkeit durch höhere Anzahl an Schläuchen, Leitungen und Komponenten
- Höheres Gewicht als bei der Fahrtwindkühlung

### Kühlmittelkreislauf
Ein Wasser- bzw. Kühlmittelkühler – früher oft aus Messing, heute meist aus Aluminium – ist meist an der Front des Fahrzeuges angebracht, wo ein Luftstrom das durchfließende Kühlmittel abkühlt. Von dort wird das Kühlmittel mit einer Kühlmittelpumpe über Schläuche durch den Motor gepumpt (Zylinderkopf und Motorblock). Thermisch stark beanspruchte Anbauteile des Motors wie Abgasturbolader, Generator oder der Abgasrückführkühler können in den Kühlmittelkreislauf mit eingebunden sein. In modernen Motoren werden häufig elektrische Kühlmittelpumpen (Leistung ~ 200 W) mit regelbarer Förderleistung eingesetzt. Sie haben eine wesentlich geringere Leistungsaufnahme als mechanisch angetriebene Pumpen und ermöglichen somit einen geringeren Kraftstoffverbrauch.
Ein anderes Wirkprinzip mit einfachem Aufbau hat die in der Vergangenheit verwendete Thermosiphonkühlung.

### Bauteile

#### Kühler
Die Flüssigkeitskühlung im PKW erfolgt in der Regel durch einen Kühler, der mit großer Oberfläche komprimiert auf engsten Raum die Funktion eines Wärmetauschers zwischen Kühlmittel und Luft erfüllt. Bei Fahrzeugen mit Frontmotor ist er vor dem Motor zwischen den Scheinwerfern angebracht. Er kann aber auch anders angeordnet sein, beispielsweise hinter dem Motor (Wartburg-Pkw bis 1985). Bei Fahrzeugen mit Heckmotor befindet sich der Kühler meistens im Heck, seltener auch vorn zwischen den Scheinwerfern (Škoda 742). Kondensatoren von Klimaanlagen oder Ladeluftkühler werden vor dem Kühler eingebaut.
In der Regel ist eine Kühlermaske, die ein Kühlergitter (Kühlergrill) trägt, vor dem eigentlichen Kühler eingebaut und heutzutage in eine Frontschürze eingebettet. Sie soll nicht nur den eigentlichen Kühler vor Beschädigung schützen, sondern hat häufig einen großen gestalterischen Stellenwert im Automobildesign und Marken-Wiedererkennungswert. Mercedes-Benz und Rolls-Royce sind bekannt dafür, ihre Markenidentität durch traditionell stilisierte Kühlermasken zu prägen, auch wenn dem aerodynamische Erfordernisse immer stärker im Wege stehen. Umgekehrt fielen Automobile ohne erkennbare Kühlermaske häufig beim Publikum durch oder wurden mit abschätzigen Beinamen versehen, beispielsweise Nasenbär für den VW Typ 4 und VW Passat B3. Der luftgekühlte Trabant 601 erhielt ohne technischen Grund die Attrappe eines Kühlergrills, um den Repräsentationswünschen der Fahrzeughalter gerecht zu werden.
Die ständige Verbesserung des Kühlers war eine essenzielle Voraussetzung für steigende Motorleistung. Ziel war es stets, den größtmöglichen Wärmeaustausch auf geringstem Raum zu ermöglichen. Der erste Kühler speziell für Automobile wurde von Wilhelm Maybach im Jahr 1900 entwickelt. Zuvorige Automobile hatten noch Wasserkästen mit luftdurchströmten Rohren, Rippenrohrschlangen oder Verdampfungskühlung. Die Herstellung der Kühler war seinerzeit eine aufwändige Handarbeit, etliche Messingröhrchen mussten blockweise miteinander verlötet werden. Zu den Pionieren des Kühlerbaus ist Behr in Stuttgart zu rechnen. Beim Luftröhrenkühler von Maybach strömte Kühlluft horizontal durch diese Röhrchen, die vom Kühlmittel umgeben waren. Die quadratischen Enden wurden von Daimler beibehalten und waren noch lange Zeit symbolisch in den Kühlermasken von Mercedes-Benz stilbildend, obwohl sich dahinter längst eine andere Kühler-Bauweise verbarg. Andere Hersteller waren zunächst zu sechseckig aufgeweiteten Rohrenden übergegangen – den sogenannten Bienenwabenkühler. Noch vor dem Ersten Weltkrieg ging die Weiterentwicklung hin zum Lamellenkühler, nach dem Krieg dann mit Wellrippen. Parallel wurde, um die mechanische Widerstandsfähigkeit zu verbessern, der Wasserrohrkühler entwickelt, bei dem umgekehrt zum Luftröhrenkühler das Kühlmittel durch die Rohre fließt, die von der Luft umströmt werden. Dabei haben sich ab Ende der 1920er Jahre Flachrohre mit Flachrippen durchgesetzt. Nach dem Zweiten Weltkrieg wurden die kühlmittelführenden Flachrohre mit den Wellrippen des Luftröhrenkühlers zum sogenannten C & T (Cellular and Tube)-System kombiniert. Ebenfalls aus den USA kam in den 1930er Jahren von GM die Entwicklung des Querstromkühlers, bei dem das Kühlmittel horizontal, und nicht wie bisher von oben nach unten fließt. Wurden die Kühler früher aus Messing und Kupfer hergestellt, ging man im Laufe der Zeit auf das leichtere Aluminium als Material über, ergänzt um Kunststoffteile für Wasserkästen.

#### Kühlerventilator
Vor oder hinter dem Kühler befindet sich ein Lüfter. In der Vergangenheit war der Lüfter über einen Riementrieb mit der Motorkurbelwelle verbunden und benötigt daher umso mehr Leistung, je höher die Motordrehzahl ist.
Manche Kühlerventilatoren werden über eine zwischengeschaltete Visco-Kupplung angetrieben, die die Drehzahl des Ventilators temperaturabhängig regelt. In der Visco-Kupplung wird das Drehmoment durch eine hochviskose Arbeitsflüssigkeit ohne mechanische Verbindung der Kupplungsteile und damit verschleißfrei übertragen. Dadurch wird Kraftstoff gespart, und die Motorleistung ist bei geringerer Lärmemission höher als bei dauerhaftem Lüfterantrieb.
Seit den 1980er Jahren werden Kühlerventilatoren vorwiegend mit Elektromotoren angetrieben, die über einen im Kühlkreislauf angebrachten Thermoschalter gesteuert werden. Diese Ventilatoren schalten sich nur bei Bedarf zu. Je nach Größe des Motors gibt es meistens einen oder zwei Ventilatoren, die einzeln oder gemeinsam laufen, gegebenenfalls mit unterschiedlichen Geschwindigkeiten, abhängig von der Kühlmitteltemperatur. Der Ventilator saugt die kühlere Außenluft an und drückt sie durch die Kühlrippen des Wasserkühlers. Besonders im Stand bzw. geringeren Geschwindigkeiten ist das von besonderer Bedeutung.
Bei manchen Autos laufen die Ventilatoren auch bei abgestelltem Motor, solange das Kühlwasser noch heiß ist. Der Motor wird dabei aber nur dann deutlich gekühlt, wenn die Kühlmittelpumpe ebenfalls weiterläuft (siehe nächster Abschnitt).
Der erste Serienwagen mit temperaturgesteuertem Lüfter war der Peugeot 403.

#### Kühlmittelpumpe
Die Kühlmittelpumpe wird normalerweise über den Zahnriemen, ansonsten über einen Keil- oder Keilrippenriemen angetrieben. Früher wurde der Ventilator ebenfalls so angetrieben und lief ständig mit. Auf der Frontseite des Kühlers wurden gelegentlich Jalousien angebracht. Durch einen Seilzug vom Fahrersitz aus hatte der Fahrer die Möglichkeit, diese Jalousien zu schließen und damit in der kalten Jahreszeit die Motorentemperatur leicht zu erhöhen. Wo das nicht möglich war, wurden manchmal auch Kartonplatten provisorisch davor platziert. Heute sind diese Jalousien wieder im Luxussegment anzutreffen (zum Beispiel BMW X5), allerdings elektronisch geregelt. Sie sollen aber mehr den Luftwiderstand und damit den Verbrauch verringern als die Kühlwirkung verstärken.
In modernen PKWs werden auch vermehrt elektrische Kühlmittelpumpen eingebaut, die im Gegensatz zu mechanischen Pumpen bedarfsgerecht sowie drehzahlunabhängig geregelt werden und daher zur Kraftstoffersparnis beitragen. Des Weiteren können sie auch bei abgestelltem Motor betrieben werden und diesen weiter kühlen oder bei Bedarf die Heizung mit warmem Wasser versorgen.

#### Thermostat

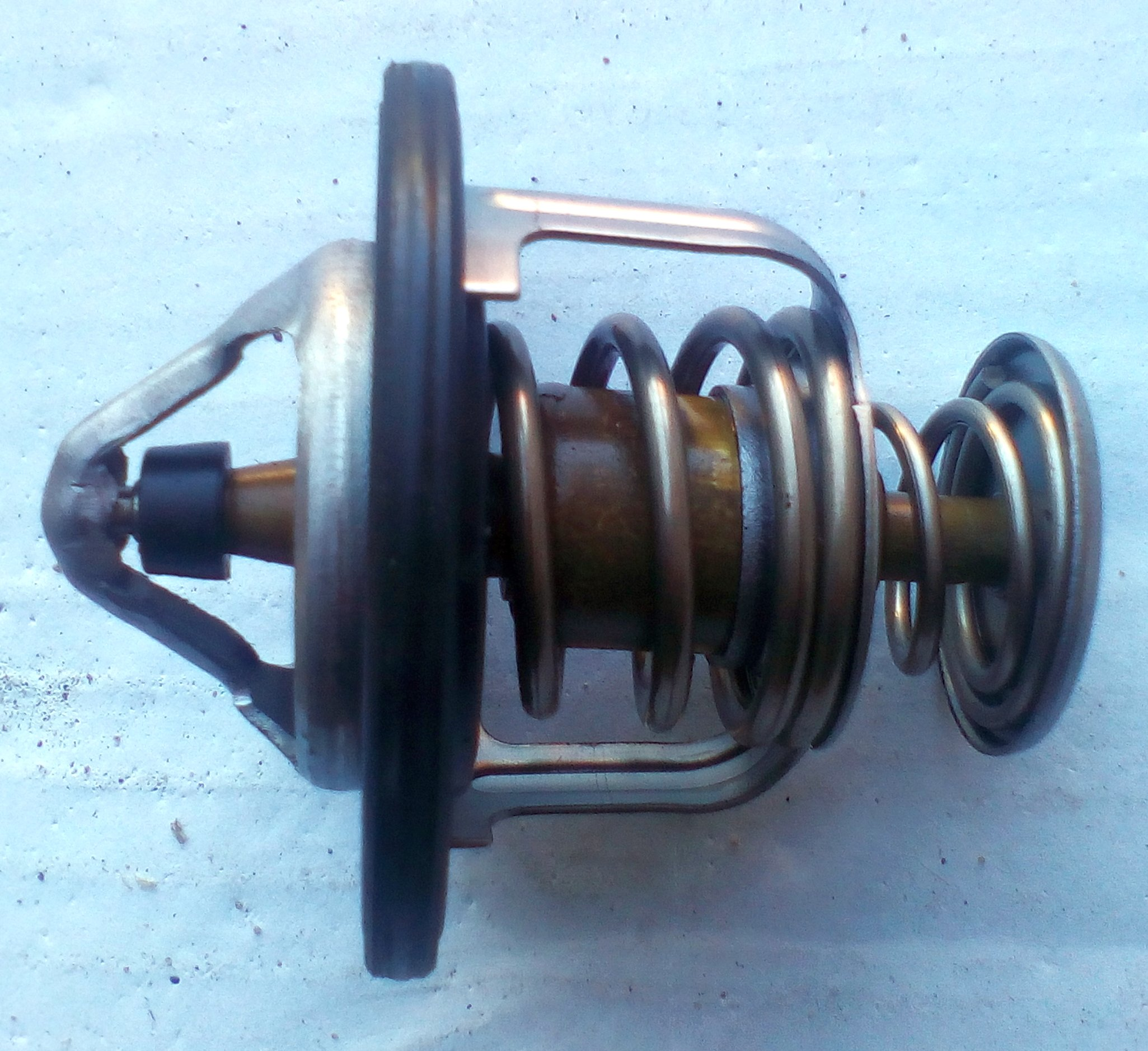
Dehnstoffgesteuerter Thermostat eines wassergekühlten Verbrennungsmotors

Die Temperatur des Kühlkreislaufs wird durch einen Thermostat geregelt. Der Thermostat teilt den Kühlmittelstrom auf den Kühler und eine Kurzschlussleitung auf. Letztere leitet das Kühlmittel ungekühlt zum Motor zurück. Solange der Motor nicht seine Betriebstemperatur erreicht hat, ist das Ventil zum Kühler geschlossen, und die Kühlflüssigkeit zirkuliert über Motor, Kurzschlussleitung, Kühlmittelpumpe und Heizungswärmeübertrager. Öffnet der Thermostat, je nach Fahrzeug und Motor zwischen 75 °C und 88 °C, so wird ein Teil des Stroms zum Wasserkühler geleitet, und die Kühlung setzt ein. Ab einer bestimmten Temperatur ist die Kurzschlussleitung geschlossen und der gesamte Strom geht durch den Kühler. Der Thermostat arbeitet in der Regel mit einer Dehnstoffpatrone, die ein spezielles Wachs enthält, das im Temperaturbereich der Regelung einen Phasenübergang durchmacht und dabei sein Volumen ändert. Im Luxussegment gibt es mittlerweile auch Motoren mit mehreren Kreisläufen und kennfeldgesteuerten elektrischen Thermostaten.
Der Thermostat kann am Motorausgang oder -eingang angeordnet sein. Im ersten Fall, der am häufigsten ist, reagiert der Thermostat auf die Temperatur des aus dem Motor kommenden Wassers und teilt es auf Kühler und Kurzschlussleitung auf. Im zweiten Fall ist er an der Zusammenführung der beiden Teilströme angeordnet und reagiert auf die Temperatur des Mischwassers aus beiden Strömen; diese Bauform wurde unter anderem bei den Mercedes-Benz Dieselmotoren OM 601 bis 603 angewandt. Der Vorteil ist, dass beim Öffnen der Kühlerleitung die Temperatur des zum Motor fließenden Wassers nicht plötzlich abfällt, denn der Thermostat reagiert sofort auf die Temperaturänderung des Mischwassers. Bei Anordnung am Motorausgang hat man hingegen eine Verzögerung im Regelkreis, denn bei Änderung der Thermostatstellung muss das Mischwasser erst durch den Motor fließen, bis es den Thermostat erreicht und dieser auf den Effekt der Änderung reagieren kann.
In der Anfangszeit wurden flüssigkeitsgekühlte Motoren zum Teil ohne Thermostat und damit ohne Regelung der Kühlwirkung gebaut. Später kamen Drosselthermostate zum Einsatz, die bei kaltem Motor den Kühlmittelfluss reduzieren, ohne eine Kurzschlussleitung zu öffnen. Ab etwa den 1960er Jahren haben alle besseren wassergekühlten Automobile eine Kurzschlussleitung.

#### Ausdehnungsgefäß
Da sich die Kühlflüssigkeit bei Erwärmung ausdehnt, steigt der Druck im Kühlsystem. Um diesen Effekt auszugleichen, ist ein Ausgleichsbehälter/Ausdehnungsgefäß in den Kühlkreislauf integriert, der das überschüssige Kühlmittel aufnimmt und bei Bedarf wieder abgibt. Durch das Erhöhen des Systemdruckes steigt gleichzeitig der Siedepunkt des Kühlmittels.

### Kühlmittel
Die Flüssigkeitskühlung hat auch verschiedene Nachteile: Bei großer Kälte kann das Kühlmittel einfrieren und den Motorblock zum Platzen bringen. Um Schäden am teuren Motorblock zu vermeiden, können im Kühlmantel Bohrungen angebracht werden, die mit eingepressten Froststopfen aus Blech verschlossen werden. Um ein Einfrieren des Systems bei niedrigen Außentemperaturen zu vermeiden, müssen besondere Zusätze in das Kühlwasser gegeben werden. Diese sogenannten Frostschutzmittel verhindern auch die Rostbildung im Motorinneren. Meist wird ein Wasser-Ethylenglycol-Gemisch als Kühlmittel verwendet.

### Gesamt-Zuverlässigkeit
Durch zusätzliche Fehlermöglichkeiten wie undichter Kühlkreislauf, Defekte an Wasserpumpe, Kühler, Riemen oder Thermostat sinkt die Zuverlässigkeit.

### Kabinenheizung
Das warme Kühlwasser wird zusätzlich für die Fahrzeugheizung verwendet. Diese kann in begrenztem Maße auch zur Motorkühlung eingesetzt werden, wenn der Thermostat und/oder der Lüfter defekt sind: Durch den Betrieb der Innenraumheizung auf hoher Gebläsestufe und hoher Temperatureinstellung wird der maximale Luftstrom durch den Wärmeübertrager geführt und so dem Kühlkreislauf des Motors erhebliche Wärmemengen entzogen.

## Ölkühlung
Der Begriff wird gleichermaßen benutzt für:
- Bei Elektrogeräten ist häufig eine Wasserkühlung nicht möglich, da Wasser mehr oder minder elektrisch leitend ist (Siehe auch: Ölkühlung).
- Als Sonderform der Flüssigkeitskühlung (umgangssprachlich Wasserkühlung) wird an einem Verbrennungsmotor als Kühlmedium Öl statt Wasser verwendet, z. B. beim Deutz FL1011. Dabei wird das bereits vorhandene Schmieröl auch zur Kühlung der Zylinderbuchsen oder auch zusätzlich für die der Zylinderköpfe benutzt.
- Bei höher belasteten Motoren ist Kolbenkühlung durch Schmieröl (Kolbenboden-Spritzölkühlung) üblich, aber auch die Kühlung von Nebenaggregaten (z. B. Lagerung der Turbinenwelle bei Abgasturboladern).
- Wenn über die Kurbelgehäuseoberfläche nicht ausreichend Wärme abgeführt werden kann, wird für das Schmieröl eine Kühlung notwendig (Details siehe unten).

Um die Schmiereigenschaften des Motoröls zu erhalten, ist eine geregelte Wärmeabfuhr erforderlich. Die optimale Öltemperatur liegt bei etwa 90 °C; als übliche obere Grenze gelten 120 °C. Aus diesem Grund haben viele Motoren Öl-Luft-Wärmetauscher (Ölkühler) oder einen Öl-Wasser-Wärmetauscher, je nachdem, an welches Medium die Wärme übertragen werden soll.

## Verdampfungskühlung
Eine Sonderform der Flüssigkeitskühlung ist das Prinzip der Verdampfungskühlung. Es wurde in der Vergangenheit auch zur Kühlung von Verbrennungsmotoren verwendet. Teilweise wurden auch Kraftfahrzeuge mit diesem Kühlsystem ausgestattet, darunter die ersten Automobile mit Verbrennungsmotor, frühe Traktoren von Lanz Bulldog und der Multicar M21.

## Kombinierte Kühlsysteme
Das Motorkühlsystem ist nicht immer das einzige Kühlsystem in einem Motor bzw. Fahrzeug. Zusätzlich können noch separate Systeme für die Ladeluft, das Motoröl, das Getriebeöl, das Lenkgetriebeöl, den Kraftstoff oder die Abgasrückführung eingebaut sein. 
Der Außenbordmotor Honda BF2A hat eine Luftkühlung mit Gebläse für den Zylinder und den Zylinderkopf und zusätzlich eine Seewasserkühlung mit Impellerpumpe für das Auspuffsystem.
Bei Hybridfahrzeugen existiert meist ein weiteres Kühlsystem zur Kühlung von Elektromotoren/Generatoren und deren Leistungselektronik (z. B. Inverter, Umrichter).